# Rudy Ruggiero
Rudy Ruggiero, Geburtsname Ruggero Comploj-Ferrari, (* 1961 in Innsbruck) ist ein deutsch-italienischer Schauspieler.

## Leben
Rudy Ruggiero wurde als Sohn eines deutsch-österreichisch-amerikanischen Vaters und einer Italienerin in Tirol geboren. Er hat russische, spanische und ungarische Vorfahren. Er wuchs multilingual (Deutsch, Italienisch, Amerikanisches Englisch) in Italien, Österreich und Deutschland auf. 1981 zog er nach New York City, wo er eine Schauspielausbildung am renommierten Herbert Berghof Studio in New York City absolvierte. Dort gehörten u. a. William Hickey, Uta Hagen und Herbert Berghof zu seinen Lehrern. Er besuchte dort auch ein Gastseminar bei Al Pacino. Er besuchte außerdem die Schauspielschule von Stella Adler, nahm Schauspielunterricht bei Eric Morris in Los Angeles und am Lee Strasberg Institute.
Von 1989 bis etwa 2000 spielte er Theater in den Vereinigten Staaten, hauptsächlich an Off- und Off-Off-Broadway-Theatern, bei der Actors Group in New York City, am Pasadena Playhouse in Los Angeles und am Balcony Theatre in Los Angeles. Außerdem machte er Improvisationstheater. Daneben hatte er verschiedene Rollen beim Fernsehen und im Film. Dazwischen ging er nach Tel Aviv, wo er sechs Jahre lebte und u. a. Hebräisch lernte. 2001/02 kehrte er nach Europa zurück und pendelte fortan beruflich und privat zwischen Berlin, Wien und Los Angeles.
Sein Kinodebüt hatte er 1988, neben Lauren Bacall, mit einer kleinen Nebenrolle in dem Spielfilm Rendezvous mit einer Leiche. Es folgten kleine Rollen in Kinofilmen u. a. als Kellner in Liebe hat zwei Gesichter (1996) neben Barbra Streisand, sowie Serienrollen, u. a. eine durchgehende Rolle in Zeit der Sehnsucht (1998/99; als Schweizer Maitre'D Antonio) und in Practice – Die Anwälte (1999).
Im deutschen Fernsehen war er zuerst 2001 als Dr. Lederer in der 4. Staffel der RTL-Actionserie Medicopter 117 – Jedes Leben zählt zu sehen. In der österreichischen Fernsehkomödie Herzensfeinde (2001) spielte er als Inspektor Corsaro an der Seite von Peter Weck und Friedrich von Thun. 2002 und 2003 spielte er unter der Regie von Reinhard Schwabenitzky in dessen Kinofilmen Meine Schwester – Das Biest und Zwei Väter einer Tochter. In der modernen Heimatfilm-Trilogie Bauernprinzessin spielte er ab 2004 die Rolle des aus Bosnien stammenden Fremdarbeiters Milo, der in der Dorfwirtschaft als Schankkellner und Küchenhilfe arbeitet und der beistehende Freund des jungen Bosniers Bogdan (Roman Knižka) ist. 2005 war er im 3. Teil des TV-Mehrteilers Die Patriarchin als Herr Dresen zu sehen. 
Seine wohl bekannteste Rolle im deutschen Fernsehen spielte Ruggiero zwischen 2006 und 2010 als Grieche Kostas Tatassopoulus in der ZDF-Vorabendserie Da kommt Kalle. Er verkörperte den Inhaber eines Import-Export-Ladens in Flensburg sowie den Patenonkel der Serienfigur Hanno Andresen und gehörte zum Hauptcast der Serie.
In der österreichischen Fernsehserie Der Winzerkönig hatte er 2008 eine wiederkehrende Nebenrolle als Dr. Kaminski. Außerdem spielte er den Kommissar Alessandro Borghese in dem deutsch-österreichisch-französischen Abenteuerfilm Der Bibelcode (2008). In der deutschen Kinokomödie Die Schimmelreiter (2008) spielte er den Italiener Massimo. In dem österreichischen Thriller Katharsis (2011) spielte er Eric Scanetti, den Sonderermittler in einem Mordfall. In dem ZDF-Fernsehfilm Liebe, Babys und ein Neuanfang (Erstausstrahlung: April 2012) verkörperte er, an der Seite von Marion Kracht und Eva Habermann, einen italienischen Vater, dessen Baby mit einem Nabelriss geboren wurde. In dem ZDF-Fernsehfilm Tessa Hennig – Mutti steigt aus (2013) war er in einer Hauptrolle als Miguel, der schwule spanische Nachbar von drei Freundinnen mittleren Alters, die auf Mallorca eine Frauen-WG gründen wollen, zu sehen.
Ruggiero hatte auch zahlreiche Episodenrollen u. a. in den Fernsehserien und Fernsehreihen Oben ohne (2008), SOKO Kitzbühel (2009, und nochmals 2014), Eine wie keine (2009), Mord in bester Gesellschaft (2013) und SOKO Wien (2014).
Im April 2015 war er, in dem New England, Boston und New York City gedrehten, ZDF-Sonntagsfilm Katie Fforde: Zurück ans Meer in einer Nebenrolle zu sehen. Ruggiero spielte die Rolle des hilfsbereiten und etwas exzentrischen Taxifahrers Leo Bosworth. 2016 war Ruggiero in dem österreichischen Fernsehfilm Die Kinder der Villa Emma als Gallo zu sehen.
Ruggiero lebt in der Nähe von München und in Wien. Er besitzt neben der deutschen und der italienischen Staatsangehörigkeit auch die US-amerikanische Staatsbürgerschaft.

## Filmografie (Auswahl)
- 1988: Rendezvous mit einer Leiche (Appointment with Death)
- 1995: Café Society (Cafe Society)
- 1996: Liebe hat zwei Gesichter (The Mirror Has Two Faces)
- 1998–1999: Zeit der Sehnsucht (Days of Our Lives) (Fernsehserie; wiederkehrende Nebenrolle)
- 1999: Practice – Die Anwälte (The Practice) (Fernsehserie; eine Folge)
- 2001: Medicopter 117 – Jedes Leben zählt (Fernsehserie; zwei Folgen)
- 2001: Herzensfeinde (Fernsehfilm; ORF)
- 2002: Andreas Hofer – Die Freiheit des Adlers (Fernsehfilm; ORF)
- 2002: Meine Schwester – Das Biest (Kinofilm)
- 2003: Zwei Väter einer Tochter (Kinofilm)
- 2004: Bauernprinzessin (Fernsehfilm; ORF)
- 2005: Die Patricharchin (TV-Mehrteiler; 3. Teil)
- 2006–2010: Da kommt Kalle (Fernsehserie; durchgehende Serienrolle)
- 2007: Bauernprinzessin II – Kopf oder Herz (Fernsehfilm; ORF)
- 2008: Der Winzerkönig (Fernsehserie; wiederkehrende Nebenrolle)
- 2008: Oben ohne (Fernsehserie; Folge: Gustls Quarantäne)
- 2008: Der Bibelcode (Fernsehfilm)
- 2008: Liebe für Fortgeschrittene (Fernsehfilm; ARD/ORF)
- 2008: Die Schimmelreiter (Kinofilm)
- 2009: Bauernprinzessin III – In der Zwickmühle (Fernsehfilm; ORF)
- 2009: SOKO Kitzbühel (Fernsehserie; Folge: Der Tod hört mit)
- 2009: Eine wie keine (Fernsehserie; eine Folge)
- 2011: Katharsis (Kinofilm)
- 2011: Therese geht fremd (Fernsehfilm)
- 2012: Liebe, Babys und ein Neuanfang (Fernsehfilm)
- 2013: Exit Koma (Kurzfilm)
- 2013: Tessa Hennig – Mutti steigt aus (Fernsehfilm)
- 2013: Mord in bester Gesellschaft – In Teufels Küche (Fernsehfilm)
- 2014: Let’s go! (Fernsehfilm)
- 2014: SOKO Wien (Fernsehserie; Folge: Ein ungelebtes Leben)
- 2015: Utta Danella – Liebe kommt nach dem Fall (Fernsehfilm)
- 2015: Katie Fforde – Zurück ans Meer (Fernsehfilm)
- 2016: Lena Lorenz – Ein Fall vom Liebe (Fernsehreihe)
- 2016: SOKO Kitzbühel (Fernsehserie; Folge: Gottvater)
- 2016: Die Kinder der Villa Emma (Fernsehfilm)
- 2017: Lena Lorenz – Lebenstraum (Fernsehreihe)
- 2021: Unter anderen Umständen: Für immer und ewig
- 2021: Tatort: Wunder gibt es immer wieder
- 2022: Der Tod kommt nach Venedig (Fernsehfilm)
- 2024: WaPo Bodensee (Fernsehserie; Folge: Imperia)